# Elizabeth Lail
Elizabeth Dean Lail (* 25. března 1992, Williamson Country, Texas, Spojené státy americké) je americká herečka. Proslavila se rolí Anny v dobrodružném seriálu stanice ABC Bylo, nebylo a rolí Guinevere Beck v seriálu You.

## Životopis
Lail se narodila ve Williamson Country v Texasu. Jejími rodiči jsou Dean Franklin Lail a Kay Lurene Surrattová. Vyrostla ve městě Asheboro v Severní Karolíně. Po odmaturování v roce 2009 na střední škole v Asheboro, začala navštěvovat Severokarolínskou uměleckou univerzitu, kde získala titul v roce 2014.

## Kariéra
V roce 2011 se poprvé objevila před kamerou v krátkometrážním filmu Model Airplane. V roce 2014 si zahrála v dalším krátkém filmu s názvem Without. Po přestěhování do New Yorku pokoušela se o divadelní kariéru, ale nakonec na konkurzu získala roli Anny v dobrodružném seriálu stanice ABC Bylo, nebylo. Jednu z hlavních rolí poté získala v seriálu stanice Freeform Dead of Summer. Seriál byl však po odvysílání první řady zrušen. V červenci 2017 získala hlavní roli v seriálu stanice Lifetime Ty, po boku Penna Badgleyho.

## Filmografie

### Film
| Rok  | Název                   | Role         | Poznámky            |
| ---- | ----------------------- | ------------ | ------------------- |
| 2011 | Model Airplane          | Anna         | krátkometrážní film |
| 2014 | Without                 | Emily        | krátkometrážní film |
| 2018 | Unintended              | Lea          |                     |
| 2019 | Stáhni a zemřeš         | Quinn Harris |                     |
| 2023 | Five Nights at Freddy's | Vanessa      |                     |

### Televize
| Rok        | Název          | Role          | Poznámky                                        |
| ---------- | -------------- | ------------- | ----------------------------------------------- |
| 2014       | Bylo, nebylo   | Anna          | vedlejší role (4. řada), 10 dílů                |
| 2016       | Dead of Summer | Amy Hughes    | hlavní role                                     |
| 2017       | Černá listina  | Natalia Luca  | díl: „Natalia Luca“                             |
| 2018       | Dobrý boj      | Emily Chapin  | díl: „Day 478“                                  |
| 2018–dosud | Ty             | Guinvere Beck | hlavní role (1. řada), hostující role (2. řada) |